# ディス・イズ・ザ・タイム
『ディス・イズ・ザ・タイム』(This The Time)は、ビリー・ジョエルの楽曲。

## 概要
1986年発表のアルバム『ザ・ブリッジ』からのシングルとして発売され、全米チャート18位を記録した。歌詞の内容は、愛の喜びを歌ったバラード曲｡
1997年に発売された『ビリー・ザ・ベスト』に収録されたほか、2011年に発売された『ラヴ・ソングス』にも収録された。
B面には、シンディ・ローパーとの共作で、シンディも収録に参加した「コード・オブ・サイレンス」が収録された。